# أشيل سيرا
أشيل سيرا (بالإيطالية: Achille Serra)‏ هو موظف مدني وسياسي إيطالي، ولد في 16 أكتوبر 1941 في روما في إيطاليا. حزبياً، نشط في الحزب الديمقراطي. وقد انتخب عضو مجلس النواب في الجمهورية الإيطالية وانتخب عضو مجلس الشيوخ الإيطالي.